# آدم زريلاك
آدم زريلاك (ولد في 5 مايو 1994) هو لاعب كرة قدم سلوفاكي محترف، يشغل مركز المهاجم، ويلعب حاليًا لصالح نادي جي كي إس كاتوفيتشي البولندي، ومنتخب سلوفاكيا.

## مسيرته الكروية

### روجومبيروك
خاض آدم أول مباراة له في دوري السوبر السلوفاكي مع نادي نادي روجومبيروك في مارس 2013. وفي يناير 2014، خضع لاختبار في نادي سيسكا موسكو، الذي ينشط في الدوري الروسي الممتاز.

### يابلونتس
انضم زريلاك إلى نادي يابلونتس، الذي ينشط في الدوري التشيكي، في سبتمبر 2016 قادمًا من سلوفان براتيسلافا. لم يشارك مع الفريق حتى مارس 2017، حيث خاض أولى مبارياته أمام بوهيميانز 1905. شارك في خمس مباريات مع يابلونتس، وسجل هدفين، كلاهما في شباك فيسوتشينا جيلافا.

### نورنبرغ
في يوليو 2017، أُعلن عن انضمام زريلاك إلى نادي نورنبرغ الذي كان ينشط في الدوري الألماني الدرجة الثانية. تعرض لإصابة في الكاحل مطلع موسم 2018–19 في الدوري الألماني، ولم يشارك في المباريات حتى أواخر أكتوبر 2018. وفي أواخر فبراير 2019، تعرض لتمزق في الرباط الصليبي للركبة اليمنى خلال التدريبات، ما أدى إلى غيابه عن الملاعب لفترة تتراوح بين أربعة وستة أشهر.
في فبراير 2021، طلب زريلاك فسخ عقده مع نورنبرغ بسبب قلة دقائق اللعب واقتراب نهاية عقده.

### وارتا بوزنان
في 11 فبراير 2021، وقّع زريلاك عقدًا لنصف موسم مع نادي وارتا بوزنان البولندي، مع خيار التمديد لعامين إضافيين.

### غورنيك كاتوفيتسه
في 25 يونيو 2024، فسخ زريلاك عقده مع نادي وارتا، ووقّع في اليوم ذاته عقدًا لمدة عامين مع نادي جي كي إس كاتوفيتشي الذي ينشط في الدوري البولندي الممتاز.

## مسيرته الدولية
شارك زريلاك في بطولة أمم أوروبا تحت 21 سنة 2017 التي أُقيمت في بولندا، وكان قائدًا لمنتخب سلوفاكيا تحت 21 عامًا.
في 19 نوفمبر 2013، خاض زريلاك أول مباراة له مع المنتخب السلوفاكي الأول، وكانت أمام منتخب جبل طارق. وسجل أول أهدافه الدولية في 27 مايو 2016، في مباراة ودية فاز فيها منتخب سلوفاكيا على منتخب جورجيا بنتيجة 3–1. وفي ظهوره الدولي الثالث في نوفمبر 2018، سجل هدفه الدولي الثاني، وذلك خلال مباراة ضد منتخب أوكرانيا ضمن دوري الأمم الأوروبية 2018–19 ب.